# Laphria macra
Laphria macra är en tvåvingeart som beskrevs av Jacques-Marie-Frangile Bigot 1859. Laphria macra ingår i släktet Laphria och familjen rovflugor.
Artens utbredningsområde är Madagaskar. Inga underarter finns listade i Catalogue of Life.